# Collegio di Bexleyheath and Crayford
Bexleyheath and Crayford è un collegio elettorale situato nella Grande Londra, e rappresentato alla Camera dei comuni del Parlamento del Regno Unito. Elegge un membro del parlamento con il sistema first-past-the-post, ossia maggioritario a turno unico; l'attuale parlamentare è Daniel Francis del Partito Laburista, che rappresenta il collegio dal 2024.

## Estensione

Bexleyheath and Crayford dal 2010 al 2024

- 1997-2010: i ward del borgo londinese di Bexley di Barnehurst, Barnehurst North, Bostall, Brampton, Christchurch, Crayford, North End, St Michael’s e Upton.
- 2010-2024: i ward del borgo londinese di Bexley di Barnehurst, Brampton, Christchurch, Colyers, Crayford, Danson Park, North End e St Michael’s.
- dal 2024: i ward del borgo londinese di Bexley di Barnehurst; Bexleyheath; Crayford; Crook Log; Northumberland Heath; Slade Green and Northend e West Heath.[1]

## Membri del parlamento
| Elezione | Elezione | Deputato       | Partito      |
| -------- | -------- | -------------- | ------------ |
|          | 1997     | Nigel Beard    | Laburista    |
|          | 2005     | David Evennett | Conservatore |
|          | 2024     | Daniel Francis | Laburista    |

## Elezioni

### Elezioni negli anni 2020
| Partito                    | Partito                                           | Candidato                  | Risultati 4 luglio 2024 | Risultati 4 luglio 2024 |
| Partito                    | Partito                                           | Candidato                  | Voti                    | %                       |
| -------------------------- | ------------------------------------------------- | -------------------------- | ----------------------- | ----------------------- |
|                            | Laburista                                         | Daniel Francis             | 15 717                  | 36,16                   |
|                            | Conservatore                                      | Mark Brooks                | 13 603                  | 31,30                   |
|                            | Reform UK                                         | Tom Bright                 | 9 861                   | 22,69                   |
|                            | Lib Dem                                           | David McBride              | 2 204                   | 5,07                    |
|                            | Verde                                             | George Edgar               | 2 076                   | 4,78                    |
|                            |                                                   |                            |                         |                         |
| Iscritti                   | Iscritti                                          | Iscritti                   | 69 470                  | 100,00                  |
| ↳ Votanti (% su iscritti)  | ↳ Votanti (% su iscritti)                         | ↳ Votanti (% su iscritti)  | 43 461                  | 62,56                   |
| ↳ Astenuti (% su iscritti) | ↳ Astenuti (% su iscritti)                        | ↳ Astenuti (% su iscritti) | 26 009                  | 37,44                   |
|                            |                                                   |                            |                         |                         |
|                            | Esito: collegio passa da Conservatore a Laburista |                            |                         |                         |

### Elezioni negli anni 2010
| Partito                    | Partito                                   | Candidato                  | Risultati 12 dicembre 2019 | Risultati 12 dicembre 2019 |
| Partito                    | Partito                                   | Candidato                  | Voti                       | %                          |
| -------------------------- | ----------------------------------------- | -------------------------- | -------------------------- | -------------------------- |
|                            | Conservatore                              | David Evennett             | 25 856                     | 59,83                      |
|                            | Laburista                                 | Anna Day                   | 12 753                     | 29,51                      |
|                            | Lib Dem                                   | David McBride              | 2 819                      | 6,52                       |
|                            | Verdi                                     | Tony Ball                  | 1 268                      | 2,93                       |
|                            | Democratici                               | Graham Moore               | 520                        | 1,20                       |
|                            |                                           |                            |                            |                            |
| Iscritti                   | Iscritti                                  | Iscritti                   | 65 466                     | 100,00                     |
| ↳ Votanti (% su iscritti)  | ↳ Votanti (% su iscritti)                 | ↳ Votanti (% su iscritti)  | 43 246                     | 66,06                      |
| ↳ Astenuti (% su iscritti) | ↳ Astenuti (% su iscritti)                | ↳ Astenuti (% su iscritti) | 22 220                     | 33,94                      |
|                            |                                           |                            |                            |                            |
|                            | Esito: collegio confermato a Conservatore |                            |                            |                            |

| Partito                    | Partito                                   | Candidato                  | Risultati 8 giugno 2017 | Risultati 8 giugno 2017 |
| Partito                    | Partito                                   | Candidato                  | Voti                    | %                       |
| -------------------------- | ----------------------------------------- | -------------------------- | ----------------------- | ----------------------- |
|                            | Conservatore                              | David Evennett             | 25 113                  | 55,57                   |
|                            | Laburista                                 | Stefano Borella            | 16 040                  | 35,50                   |
|                            | UKIP                                      | Mike Ferro                 | 1 944                   | 4,30                    |
|                            | Lib Dem                                   | Simone Reynolds            | 1 201                   | 2,66                    |
|                            | Verdi                                     | Ivor Lobo                  | 601                     | 1,33                    |
|                            | BNP                                       | Peter Finch                | 290                     | 0,64                    |
|                            |                                           |                            |                         |                         |
| Iscritti                   | Iscritti                                  | Iscritti                   | 65 315                  | 100,00                  |
| ↳ Votanti (% su iscritti)  | ↳ Votanti (% su iscritti)                 | ↳ Votanti (% su iscritti)  | 45 189                  | 69,19                   |
| ↳ Astenuti (% su iscritti) | ↳ Astenuti (% su iscritti)                | ↳ Astenuti (% su iscritti) | 20 126                  | 30,81                   |
|                            |                                           |                            |                         |                         |
|                            | Esito: collegio confermato a Conservatore |                            |                         |                         |

| Partito                    | Partito                                   | Candidato                  | Risultati 7 maggio 2015 | Risultati 7 maggio 2015 |
| Partito                    | Partito                                   | Candidato                  | Voti                    | %                       |
| -------------------------- | ----------------------------------------- | -------------------------- | ----------------------- | ----------------------- |
|                            | Conservatore                              | David Evennett             | 20 643                  | 47,25                   |
|                            | Laburista                                 | Stefano Borella            | 11 451                  | 26,21                   |
|                            | UKIP                                      | Chris Attard               | 9 182                   | 21,02                   |
|                            | Lib Dem                                   | Richard Davis              | 1 308                   | 2,99                    |
|                            | Verdi                                     | Stella Gardiner            | 950                     | 2,17                    |
|                            | Democratici                               | Maggi Young                | 151                     | 0,35                    |
|                            |                                           |                            |                         |                         |
| Iscritti                   | Iscritti                                  | Iscritti                   | 64 828                  | 100,00                  |
| ↳ Votanti (% su iscritti)  | ↳ Votanti (% su iscritti)                 | ↳ Votanti (% su iscritti)  | 43 685                  | 67,39                   |
| ↳ Astenuti (% su iscritti) | ↳ Astenuti (% su iscritti)                | ↳ Astenuti (% su iscritti) | 21 143                  | 32,61                   |
|                            |                                           |                            |                         |                         |
|                            | Esito: collegio confermato a Conservatore |                            |                         |                         |

| Partito                    | Partito                                   | Candidato                  | Risultati 6 maggio 2010 | Risultati 6 maggio 2010 |
| Partito                    | Partito                                   | Candidato                  | Voti                    | %                       |
| -------------------------- | ----------------------------------------- | -------------------------- | ----------------------- | ----------------------- |
|                            | Conservatore                              | David Evennett             | 21 794                  | 50,47                   |
|                            | Laburista                                 | Howard Dawber              | 11 450                  | 26,52                   |
|                            | Lib Dem                                   | Karelia Scott              | 5 502                   | 12,74                   |
|                            | BNP                                       | Stephen James              | 2 042                   | 4,73                    |
|                            | UKIP                                      | John Dunford               | 1 557                   | 3,61                    |
|                            | Democratici                               | John Griffiths             | 466                     | 1,08                    |
|                            | Verdi                                     | Adrian Ross                | 371                     | 0,86                    |
|                            |                                           |                            |                         |                         |
| Iscritti                   | Iscritti                                  | Iscritti                   | 65 015                  | 100,00                  |
| ↳ Votanti (% su iscritti)  | ↳ Votanti (% su iscritti)                 | ↳ Votanti (% su iscritti)  | 43 182                  | 66,42                   |
| ↳ Astenuti (% su iscritti) | ↳ Astenuti (% su iscritti)                | ↳ Astenuti (% su iscritti) | 21 833                  | 33,58                   |
|                            |                                           |                            |                         |                         |
|                            | Esito: collegio confermato a Conservatore |                            |                         |                         |

### Elezioni negli anni 2000
| Partito                    | Partito                                           | Candidato                  | Risultati 5 maggio 2005 | Risultati 5 maggio 2005 |
| Partito                    | Partito                                           | Candidato                  | Voti                    | %                       |
| -------------------------- | ------------------------------------------------- | -------------------------- | ----------------------- | ----------------------- |
|                            | Conservatore                                      | David Evennett             | 19 722                  | 46,31                   |
|                            | Laburista                                         | Nigel Beard                | 15 171                  | 35,63                   |
|                            | Lib Dem                                           | David Raval                | 5 144                   | 12,08                   |
|                            | UKIP                                              | John Dunford               | 1 302                   | 3,06                    |
|                            | BNP                                               | Jay Lee                    | 1 245                   | 2,92                    |
|                            |                                                   |                            |                         |                         |
| Iscritti                   | Iscritti                                          | Iscritti                   | 65 023                  | 100,00                  |
| ↳ Votanti (% su iscritti)  | ↳ Votanti (% su iscritti)                         | ↳ Votanti (% su iscritti)  | 42 584                  | 65,49                   |
| ↳ Astenuti (% su iscritti) | ↳ Astenuti (% su iscritti)                        | ↳ Astenuti (% su iscritti) | 22 439                  | 34,51                   |
|                            |                                                   |                            |                         |                         |
|                            | Esito: collegio passa da Laburista a Conservatore |                            |                         |                         |

| Partito                    | Partito                                | Candidato                  | Risultati 7 giugno 2001 | Risultati 7 giugno 2001 |
| Partito                    | Partito                                | Candidato                  | Voti                    | %                       |
| -------------------------- | -------------------------------------- | -------------------------- | ----------------------- | ----------------------- |
|                            | Laburista                              | Nigel Beard                | 17 593                  | 43,57                   |
|                            | Conservatore                           | David Evennett             | 16 121                  | 39,93                   |
|                            | Lib Dem                                | Nick O'Hare                | 4 476                   | 11,09                   |
|                            | BNP                                    | Colin Smith                | 1 408                   | 3,49                    |
|                            | UKIP                                   | John Dunford               | 780                     | 1,93                    |
|                            |                                        |                            |                         |                         |
| Iscritti                   | Iscritti                               | Iscritti                   | 63 580                  | 100,00                  |
| ↳ Votanti (% su iscritti)  | ↳ Votanti (% su iscritti)              | ↳ Votanti (% su iscritti)  | 40 378                  | 63,51                   |
| ↳ Astenuti (% su iscritti) | ↳ Astenuti (% su iscritti)             | ↳ Astenuti (% su iscritti) | 23 202                  | 36,49                   |
|                            |                                        |                            |                         |                         |
|                            | Esito: collegio confermato a Laburista |                            |                         |                         |

## Risultati dei referendum

### Referendum sulla permanenza del Regno Unito nell'Unione europea del 2016
|             | Collegio                 | Lasciare UE % | Rimanere in UE % |
| ----------- | ------------------------ | ------------- | ---------------- |
|             | Bexleyheath and Crayford | 65,0%         | 35,0%            |
| Inghilterra | 53,3%                    | 46,7%         |                  |
| Regno Unito | 51,9%                    | 48,1%         |                  |